# Markéta Krausová
Markéta Krausová (20. dubna 1895, Praha – 2. července 1942, koncentrační tábor Majdanek, Lublin) byla česká židovská filmová a divadelní herečka a operní pěvkyně.

## Život
Narodila se v Praze jako Margarete (Greta) Brennerová jako dcera Roberta Brennera (zemř. 2. června 1941), židovského majitele malé firmy a jeho manželky Matildy rozené Oppenheimerové (zemř. 26. srpna 1940). Rodina žila na Smíchově, měla dva starší bratry Rudolfa a Oskara a mladší sestru Hildu. 
V roce 1919 se provdala za průmyslníka Oskara Krause (1878–1942), s nímž se seznámila v Bratislavě, kde její rodina žila od roku 1913. V roce 1922 se v Mnichově manželům narodila dcera Felcitas a v roce 1925 ve slovenské Snině syn Josef, v roce 1926 se však manželé rozvedli.

### Kariéra
Markéta Krausová působila mnoho let jako sólistka opery v Mnichově a ve Vídni. V roce 1932 se přestěhovala zpět do Prahy, kde účinkovala v divadlech, zejména v Divadle Vlasty Buriana i ve filmu. V letech 1934–1936 hrála v šesti filmech. Brzy poté však již nemohla veřejně vystupovat kvůli svému židovskému původu. Kvůli dlouhému pobytu v cizině se občankou Československa stala až v roce 1938. Kvůli angažmá v zahraničí se chystala vycestovat z Československa, což  se jí však nepodařilo.
Československá filmová databáze uvádí, že se jí pravděpodobně podařilo emigrovat a její další život v tomto období není znám.
Podle jiných údajů byla transportována do koncentračního tábora Majdanek, kde byla 2. července 1942 zavražděna.

## Filmografie
- 1934: V cizím revíru
- 1934: Žena, která ví, co chce
- 1934: Tatranská romance
- 1935: Král ulice
- 1935: První políbení
- 1936: Lojzička